# Route 297 (Québec)
Pour les articles homonymes, voir Route 297.
La route 297 (R-297) est une route régionale québécoise d'orientation nord / sud située sur la rive sud du fleuve Saint-Laurent. Elle dessert la région administrative du Bas-Saint-Laurent.

## Tracé
La route 297 débute à Saint-Moïse, à l'angle de la section sud de la route 132 et se termine à Baie-des-Sables en bordure du fleuve Saint-Laurent, à l'angle de la section nord de la route 132. Elle sert principalement de raccourci entre Baie-des-Sables et la section sud de la route 132, qui mène à la vallée de la rivière Matapédia et au sud de la Gaspésie.

## Localités traversées (du sud au nord)
Liste des municipalités dont le territoire est traversé par la route 297, regroupées par municipalité régionale de comté.

### Bas-Saint-Laurent
La Matapédia
- Saint-Moïse
- Saint-Noël
- Saint-Damase

La Matanie
- Baie-des-Sables

## Intersections majeures
| MRC          | Municipalité    | km    | Destinations              | Notes |
| ------------ | --------------- | ----- | ------------------------- | ----- |
| La Matapédia | Saint-Moïse     | 0,00  | R-132 – Mont-Joli, Amqui  |       |
| La Matanie   | Baie-des-Sables | 25,80 | R-132 – Mont-Joli, Matane |       |
|              |                 |       |                           |       |